# Casa Andreu (Ripoll)
La Casa Andreu és una obra de Ripoll protegida com a Bé Cultural d'Interès Local.

## Descripció
Es tracta d'un edifici entre mitgeres format de planta baixa, dos pisos i altell. La planta baixa està reformada com a comerços. A les llindes de les dues obertures de la primera planta hi ha trencadís de rajoles de diversos colors. A sota el balcó hi ha dues mènsules decorades. A la primera planta hi ha un balcó amb una sola obertura, però inicialment eren dues obertures amb balcons individuals. Al segon pis hi ha un únic balcó per a dues obertures. El treball de ferro de les baranes d'ambdós pisos és el mateix. Al costat i per sobre de les obertures hi ha decoració neoclàssica. La resta de la façana està decorada amb incisions horitzontals. El cos d'obra en què hi ha l'altell fou construït en una època posterior.